# Электрозаводская железнодорожная ветка

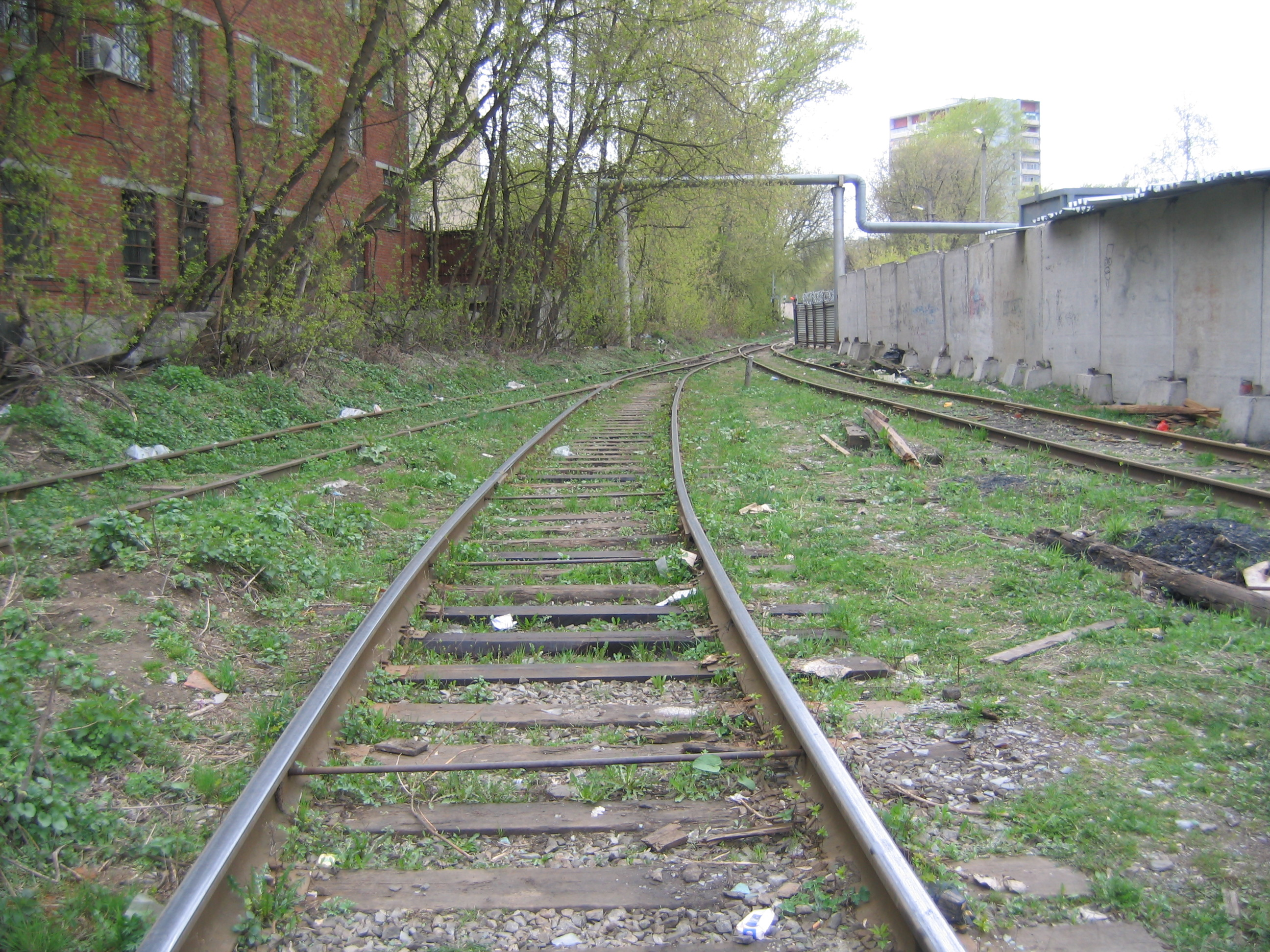
Вид на главный путь с ответвлениями

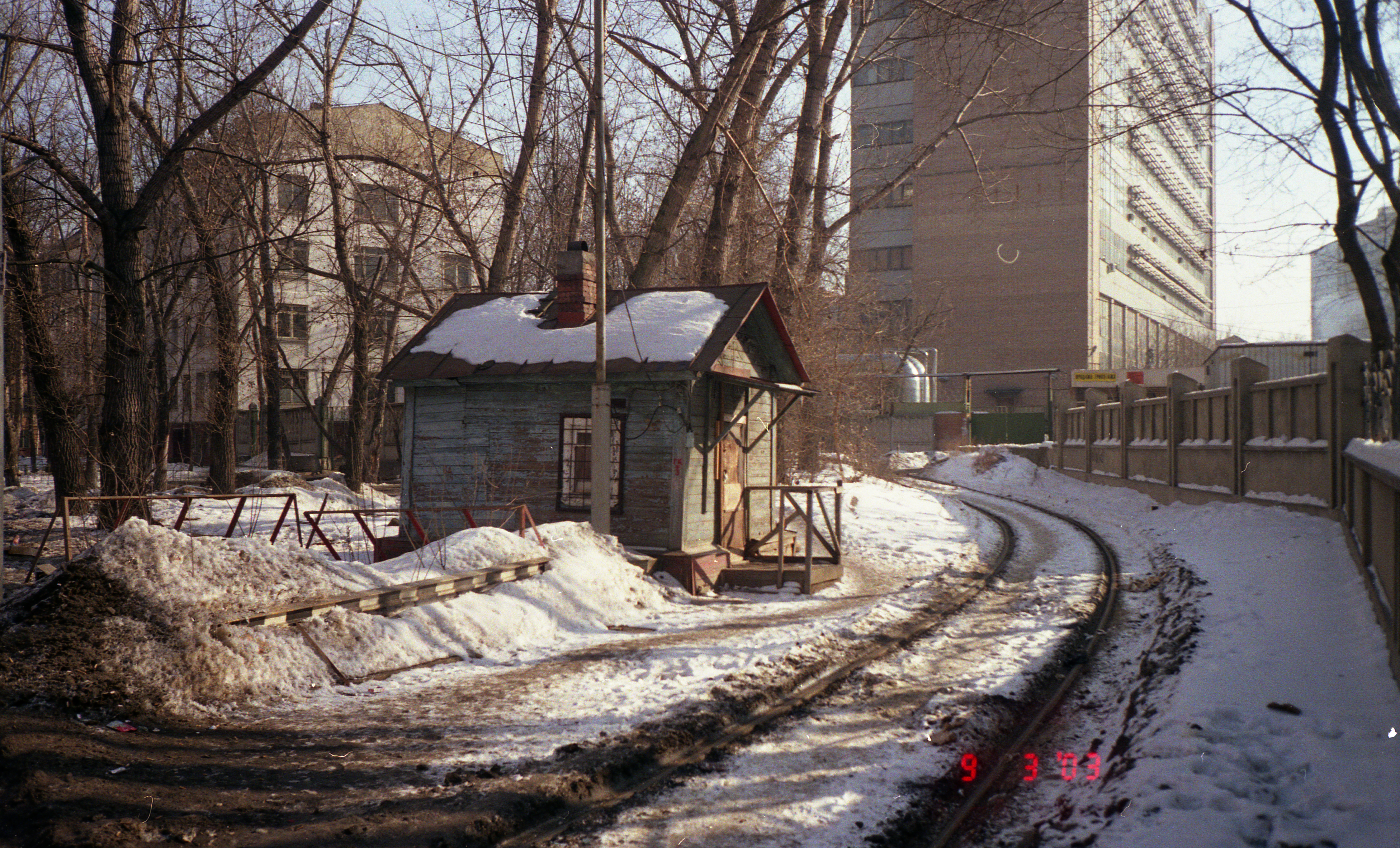
Будка дежурного по переезду на Электрозаводской улице

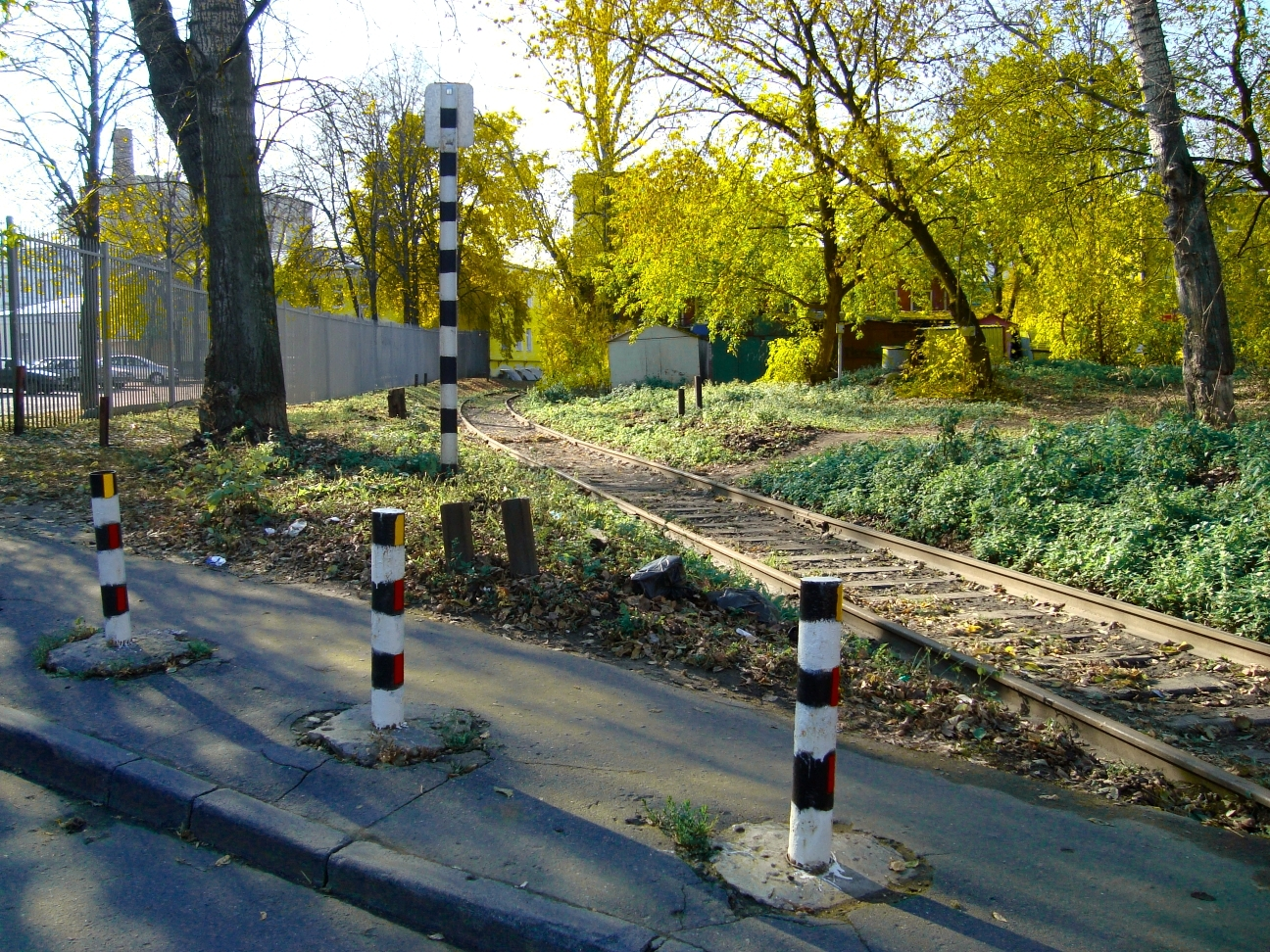
Пересечение электрозаводской ветки и ул. 9-я Рота

Электрозаво́дская железнодорожная ветка — подъездной путь Московского электролампового завода от станции МК МЖД Черкизово в историческом районе Черкизово ВАО Москвы.
Ветка имеет длину почти 4 км. Проходит вдоль русла реки Хапиловки (Хапиловского пруда), заключённой впоследствии в коллектор (в 1970-е годы); из-за этого трасса ветки сильно искривлена. Построена в 1927 г., была электрифицирована на напряжение 550 вольт постоянного тока вплоть до 1986 г. Таким образом, ветка являлась первой электрифицированной железной дорогой в СССР. На ветке использовались электровозы ЭП и II-КП4А. Значительная часть опор контактной сети сохранилась на ветке до настоящего времени. Электрификация была по промышленному принципу — с контактной подвеской, аналогичной трамвайной.
На ветке 4 переезда:
1. через Окружной проезд;
2. через улицу Измайловский Вал;
3. через улицу Девятая Рота;
4. через Электрозаводскую улицу.

На переезде через Измайловский Вал ветка пересекает трамвайные пути. Когда ветка была электрифицирована, этот переезд (называемый Хапиловским) был единственным пересечением трамвая с электрифицированной линией в Москве, поскольку пересечение трамвайной линии и железной дороги с железнодорожной электрификацией невозможно из-за разной высоты подвески.
Ныне заброшенное ответвление от ветки на завод «Вымпел» пересекает Ткацкую улицу. Рельсы в асфальте сохранились, но переезд находится в нерабочем состоянии.
Ветка по одному разу пересекает реки Серебрянка и Хапиловка, кроме того проходит над коллектором Хапиловки непосредственно у территории Электрозавода. При строительстве ветки и улицы Измайловский Вал (1931 г.) был существенно уменьшен Хапиловский пруд.

## История
История ветки начинается в середине 20-х годов XX века, когда Городской электрический трест (ГЭТ) озаботился транспортными путями к новым заводам на берегу Яузы (трансформаторному, автотракторного оборудования) и Хапиловской промзоне (МЗТА — бывшему заводу «Комета», «Вымпелу»). Было решено построить электрифицированный железнодорожный подъездной путь с напряжением 550 Вольт (трамвайным). Это решение было актуально ещё и в связи с расположением в данном районе таких ткацких предприятий, как Семёновская мануфактура и фабрика «Освобождённый труд» (отсюда и название Ткацкой улицы, идущей параллельно ветке). К ним были подведены ответвления от основного пути.
Строительство линии закончилось 7 ноября 1927 года. Местами пришлось заключить под землю воды реки Хапиловки и Хапиловского пруда. В районе последнего расположились многочисленные склады Электрозавода, поэтому здесь была открыта станция Мочальская (по улице Мочальской (ныне — улица Ибрагимова), названной в честь учёного-лесоведа[значимость факта?]). Она стала станцией примыкания подъездных путей к заводам «Вымпел», «Салют», «Маяк», МЗТА.
На улицах Электрозаводской и Измайловский Вал были организованы трамвайно-железнодорожные переезды, причём на последнем до 1950-х гг. действовало соединение с трамвайной сетью. Грузовые вагоны депо им. Русакова заезжали на Электрозавод за запчастями для трамваев.
Для работы на Электрозаводской ветке на заводе «Динамо» были собраны 4 двухосных электровоза ГЭТ. Также эксплуатировались маневровые паровозы серии 9П.
Об объёмах перевозимой продукции по Электрозаводской ветке в те времена можно судить по участию завода в плане ГОЭЛРО:
«К 1932 г. поставлены трансформаторы на десятки электростанций, такие гигантские новостройки, как Днепрогэс, Магнитострой, Уралмаш, Горьковский автозавод, Харьковский, Сталинградский, Челябинский тракторные заводы, Саратовский комбайновый, Донбасстрой, первый электрифицированный участок Закавказской железной дороги. В 1931—1933 гг. были разработаны и освоены в производстве силовые и измерительные трансформаторы на 110 и 220 кВ, изготовлены трансформаторы для первой в СССР ЛЭП 220 кВ Свирская ГЭС — Ленинград».
Во время Великой Отечественной войны Электрозавод выпускал снаряды для «Катюш», завод «Вымпел» — светотехнику для московского метро, шахт, авиации. После войны объём выпускаемой продукции на заводах, обслуживаемых Электрозаводской веткой, увеличился. В связи с этим в середине 1950-х гг. на линию поступил 4-осный электровоз II-КП4 производства Новочеркасского электровозостроительного завода, а на завод «Вымпел» такой же электровоз производства Муромского машиностроительного завода.

Депо на Электрозаводе (2023)

С этого времени до середины 1980-х гг. электрозаводская ветка была в самом расцвете — заводы поставляли свою продукцию на крупнейшие всесоюзные стройки. Помимо электровозов на манёврах работали тепловозы ТГМ1, а с 1970-х гг. — ТГМ23Б.
1986 год стал последним в истории электрификации подъездного пути к Электрозаводу. Авария с двумя электровозами, а также износ подвижного состава и отсутствие современных аналогов привело к прекращению эксплуатации электровозов. Контактная сеть была демонтирована, а ГЭТы (возрастом 60 лет) впоследствии были порезаны на металлолом. Только № 4 был отреставрирован в 2000-х гг., и теперь он является экспонатом музея на Варшавском вокзале в Санкт-Петербурге. Электровоз II-КП4 № 302 до 1989 года оставался на путях завода «Вымпел».
Работу электровозов стали выполнять тепловозы ТГМ1, ТГМ23В, ТГМ40 и ЧМЭ2 № 444, который в конце 1990-х был списан и порезан на металлолом. Помимо трансформаторов они возили вагоны со складов Электрозавода. С распадом СССР Электрозаводская ветка и окружавшая её промзона пришли в упадок: закрыты многие подъездные пути, будки на переездах и др. инфраструктура. Объёмы перевозок существенно снизились.

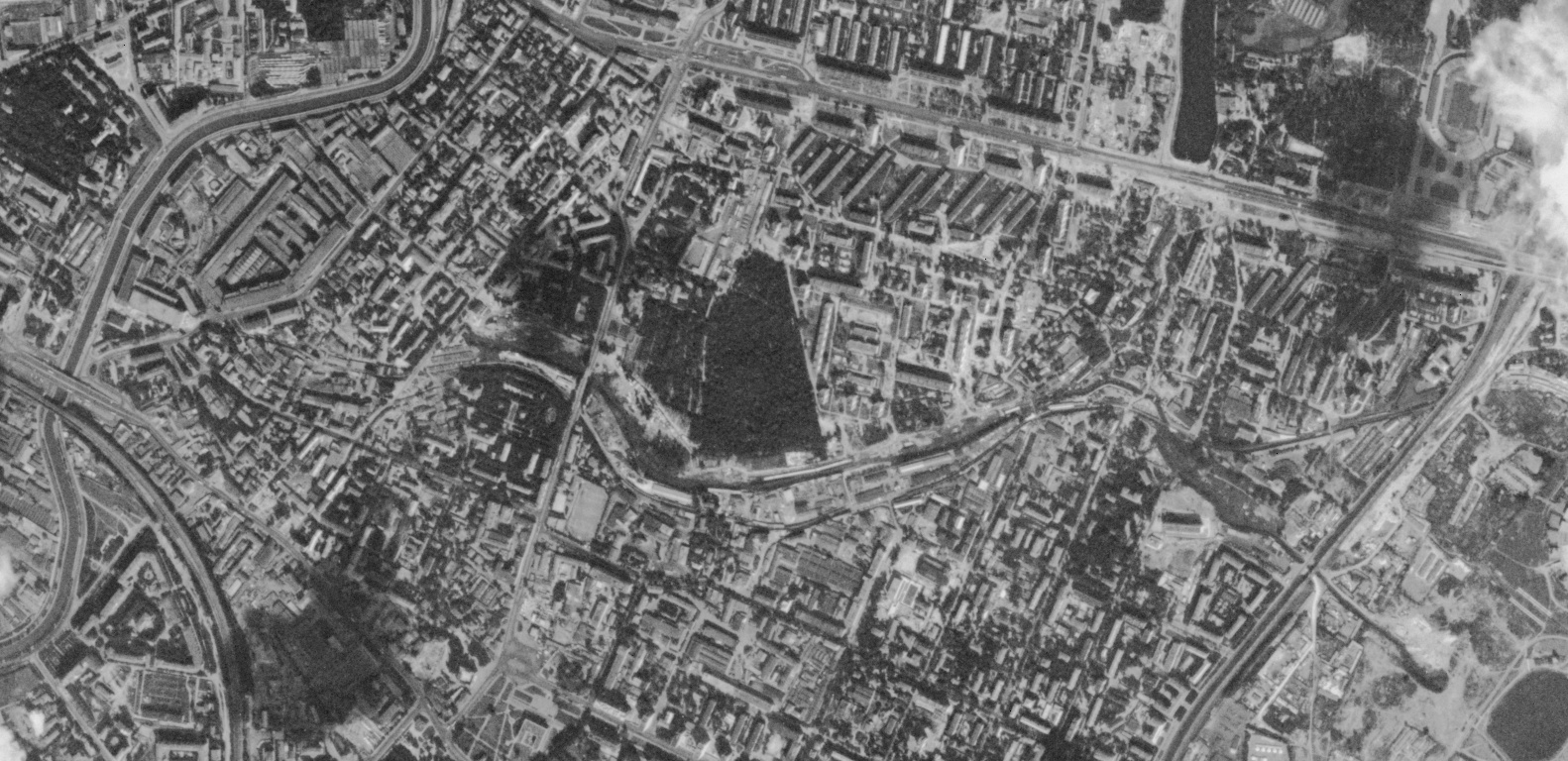
Трасса железной дороги на космоснимке Corona 1970 года. Также видна река Хапиловка до уборки в коллектор.

## Станции
Примерно на середине ветки находится станция Мочальская (названа так по бывш. улице Мочальской, ныне улица Ибрагимова, которая заканчивается у станции). Значительная часть станционных путей к настоящему времени разобрана, часть стрелок демонтирована. Существует также ныне неиспользуемый разъезд в начале ветки, у Окружного проезда.
На станции Черкизово ветка упирается в тупик, перед которым имеется разъезд. Перед разъездом есть стрелка на главный путь МК МЖД, повёрнутая так, что въезд на ветку невозможен без смены направления движения.
До 1991 года на станции Черкизово было 4 пути этой ветки. В мае 1991 года на втором пути рельсы были заменены на списанные с магистральных участков, но с бетонными шпалами, а два других пути фактически перестали действовать. Зимой 1993—1994 гг. ближний к нечётному главному пути путь был полностью разобран вместе с находившейся на нём рамкой габарита, а снятые рельсы были сложены на крайний левый путь. На месте бывшего пути были проведены работы по укреплению грунта путём вбивания свай. В начале 2000-х с постройкой очередного торгового центра у станции метро «Черкизовская» крайний левый путь был полностью разобран, а действующие 2 пути перемещены на 1 путь вправо вплотную к главным путям малого кольца. На освободившемся месте (2-м пути) и был построен один из новых ТЦ, который в 2015 году был снесён.

## Использование ветки
От главного пути ветки отходят ответвления к заводам «Эталон», «Тепловой автомат», «Маяк», «Вымпел» и некоторым другим. Изначально от ветки отходило очень много ответвлений, но со временем все они были разобраны, последней — в начале 90-х была укорочена ветка, пересекавшая Ткацкую улицу. Бывший переезд на Ткацкой заасфальтирован.
По состоянию на лето 2007 года ветка обслуживала предприятия на Электрозаводской улице: собственно МЭЛЗ и Московский завод автотракторного оборудования № 1 (АТЭ-1). Используются также 2 ответвления к западу от улицы Измайловский Вал. 

2-3-вагонные поезда до Московского электролампового завода водят тепловозы ТГМ23. Периодически используются 20-осные транспортеры грузоподъемностью 300 т, более крупные вагоны не используются из-за невозможности их завоза на завод по ограничению габарита.
По участку ветки от Борисовской улицы до Измайловского Вала проходит граница районов Преображенское и Соколиная Гора.

## Перспективы
Электрозаводская ветка — самая длинная (после закрытия заводов «Кристалл» и ЗИЛ) промышленная ветка, проходящая целиком внутри МК МЖД. За последние 20—30 лет почти все подъездные пути с неё закрыты, и движение совсем незначительное. Спасает ветку исключительно решение не превращать территорию МЭЛЗ в офисы, а оставить там производство, несмотря на расположение относительно недалеко от центра города. Практика застройки разобранных путей гаражами также прибавляет сторонников сохранения ветки. Существуют планы восстановления Хапиловского пруда, при реализации которых ветка убирается, несмотря на сосуществование остатков пруда и ветки долгое время; но эти планы нереальны в текущей экономическо-социальной обстановке в городе. Полная ликвидация пруда в 1970-е и строительство на его месте гаражей повлияли на ландшафт исторического района весьма отрицательным образом.